# Antonio Cavallero
Antonio Cavallero —o Antonio Caballero en su grafía moderna— (Córdoba, 1728 - Granada, ca. 1822) fue un músico español del clasicismo.
Tiene registradas 211 obras en la Capilla Real de Granada, a cargo de la cual desarrolló prácticamente toda su vida profesional. De entre los legajos que componen el catálogo de música de esta institución destacan, por su número y su extraordinaria prolongación cronológica, los correspondientes a la obra de este artista, que fue nombrado para el cargo en 1757 y lo dejó oficialmente al morir, cerrando la relación de sus maestros titulares.

## Comienzo en la Capilla Real de Granada

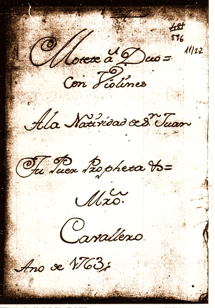
Portada del motete a dúo con violines Tú, puer Propheta de Antonio Cavallero.

Desde su fundación y durante siglos, la Real Capilla contó con maestros encargados de su dirección. Para acceder a este cargo debían someterse los aspirantes a concurso público con duras pruebas de composición (una de ellas encerrada con llave), cuyo resultado sólo podía ser la concesión de la plaza a artistas de auténtica valía. Cuatro años mayor que Joseph Haydn, en el momento de acceder con 29 años al cargo como sustituto de Pedro Furió, Cavallero era un joven músico de sólida formación, crecido en la escuela del bajo continuo y el estilo polifónico que aún se veneraba en la primera mitad de siglo. Había aprehendido, sin embargo, los signos de "modernidad" consistentes en un cierto amaneramiento melódico y un cada vez más suave presupuesto armónico, propios de la enorme influencia italiana que venía de la capital del reino, donde Farinelli cantaba para los reyes - patrones también de Cavallero - a la par que dirigía y diseñaba el entramado operístico italiano de la corte.
La Capilla Real de Granada no tuvo con los borbones la suerte de su homónima en la capital, y mientras en Madrid Fernando VI no reparaba en gastos y obsequios para cantantes, instrumentistas, libretistas, escenógrafos, etc., Cavallero, nada más hacerse cargo de la Capilla Real de Granada, conoce la primera decepción: compone para una plantilla mayor de la que puede proporcionarle el cabildo. Este acuerda, el 19 de diciembre de 1757, "...que por este año se llamen y busquen por el maestro dos o tres instrumentistas, sin que sirva de ejemplar; y que en adelante el dicho maestro disponga sus funciones de música arreglándose a los individuos que hay en dicha capilla, así de voz como de instrumentos..."

## Desarrollo en el cargo y declive
A partir de aquí, se realizará el trabajo del joven maestro con importantes aportaciones artísticas, aunque constreñidas, en el desarrollo de la faceta creativa de "sus funciones de música". Estas requerirán, además de proporcionar regularmente a la capilla las composiciones estipuladas para la liturgia, el atender a la educación de los seises ("infantillos" internos en dependencias pertenecientes a la capilla que prestaban su voz y constituían una auténtica cantera musical y religiosa) y el cuidado y mantenimiento del archivo de música.
A pesar de su extraordinaria longevidad -conoció el reinado de seis monarcas de España- su producción datada más allá de 1799 es escasa debido a sus achaques de salud y, posiblemente también, a una progresiva falta de estímulo. Pronto había empezado Cavallero a descuidar sus menesteres, y el cabildo acordó que se celebrase "...la junta extraordinaria que en ella se manda para calificar la indocilidad de dicho maestro..." (14 de octubre de 1763). En adelante, y mientras el maestro tuvo vigor, se plasmarían en las actas continuos cruces de quejas entre el cabildo, el maestro y los demás miembros de la capilla, así como las licencias que obtuvo don Antonio para intentar acceder a otras plazas de Andalucía. A partir de 1799 es progresivamente sustituido en sus funciones por diferentes músicos del entorno de la capilla, aunque se ha de mencionar, por su especial contexto histórico y su tardía fecha, el memorial presentado por el maestro el 5 de marzo de 1813 (cuando contaba 85 años), en el que se queja de los miembros de la capilla "que se desentienden de acudirle desde que entraron las tropas francesas".

## Catálogo de obras
La obra catalogada que hoy se conserva de Antonio Cavallero en la Capilla Real de Granada es en su totalidad producción para la liturgia. Propone un abanico de plantillas vocales que se abre desde una voz solista hasta el doble coro a ocho voces, mayormente con acompañamiento instrumental. Éste suele comprender el bajo continuo de tecla y arpa apoyado con violón (violonchelo) y contrabajo más 2 violines y 2 trompas. En ocasiones se añaden variablemente 2 clarines, una flauta obligada (2 en un aria a dúo) o un bajón. Hay que señalar que en el archivo de la capilla no se encuentran las partituras de las piezas, sino únicamente las partes, y no todas en buen estado, lo que requiere un serio y riguroso trabajo de reconstrucción y transcripción con criterio musical competente para que puedan ser interpretadas.
- Obra en latín: 3 misas a doble coro con acompañamiento instrumental; 14 piezas entre salmos y magníficats; 2 lamentaciones de Semana Santa y 22 piezas entre motetes y formas afines.
- Obra en castellano: 125 piezas dedicadas al Nacimiento; 20 piezas dedicadas al Santísimo; 5 piezas dedicadas a la Virgen y 16 piezas entre cantadas, arias y villancicos de diferente temática.
- Obras de dudosa atribución: una cuarta misa, un villancico al Santísimo y otro al Nacimiento.

## Recuperación
Con la muerte de Cavallero y el declive de la real capilla, la labor creativa de su último titular fue paulatinamente envuelta por el silencio, sólo parcialmente roto desde la segunda mitad de siglo XX por la catalogación de los archivos de música con apéndices documentales y unas pocas inclusiones de trabajos musicológicos. Estas aportaciones sirvieron de base para que en 1998 la Capilla Musical Los Extravagantes realizara por primera vez, tras un trabajo de reconstrucción de partituras y diversas interpretaciones, un concierto íntegramente dedicado a rememorar la obra de este artista.

## Hemeroteca
- Lola Prieto: Granada cuenta con un grupo de música que recupera obras del XVIII (Granada, Ideal 29 de diciembre de 1995).
- Ana L. Munain: Clásicos y Extravagantes (Granada, Ideal, 2 de mayo de 1997)
- Juan Luis Tapia: El cuarto Ciclo de Música Antigua recupera varias obras de compositores granadinos (Granada, Ideal, 6 de marzo de 1998).
- José Antonio Lacarcel: Los Extravagantes iniciaron el IV Ciclo de Música Antigua (Granada, Ideal, 11 de marzo de 1998).

## Documentación sonora
- Canal Sur TV-Sogefinsa: Serie televisiva Al sur, Granada. Capítulo 11: Música histórica. Aria Publica la gracia, de Antonio Cavallero, Los Extravagantes; Realización de Miguel Alcobendas (1996).
- Archivo de RNE: Antonio Cavallero: medio siglo de música en tinieblas. Concierto en el Monasterio de San Jerónimo de la Capilla Musical Los Extravagantes con Estrella Estévez (tiple), Miquel Ramón (bajo) y la dirección musical de Juan Luis Martínez (Granada, 6 de marzo de 1998).